# エルネスト・アラカキ
エルネスト・アラカキ（Ernesto Seikō Arakaki Arakaki、1979年6月13日 - ）は、ペルー・リマ出身のサッカー選手。ポジションはDF。日系ペルー人である。
1998年、12歳の頃から所属していた2部リーグのAELUを離れ、1部のデポルティーボ・ムニシパルに移籍、そこで2年間プレーした。2000年には強豪アリアンサ・リマに移籍し、4つのリーグタイトルを獲得した。2009年にシエンシアーノに移籍。

## 所属クラブ
- デポルティーボAELU 1997
- デポルティボ・ムニシパル 1998-1999
- アリアンサ・リマ 2000-2008
- シエンシアーノ 2009-